# علی بن ابی‌طالب در آثار هنری

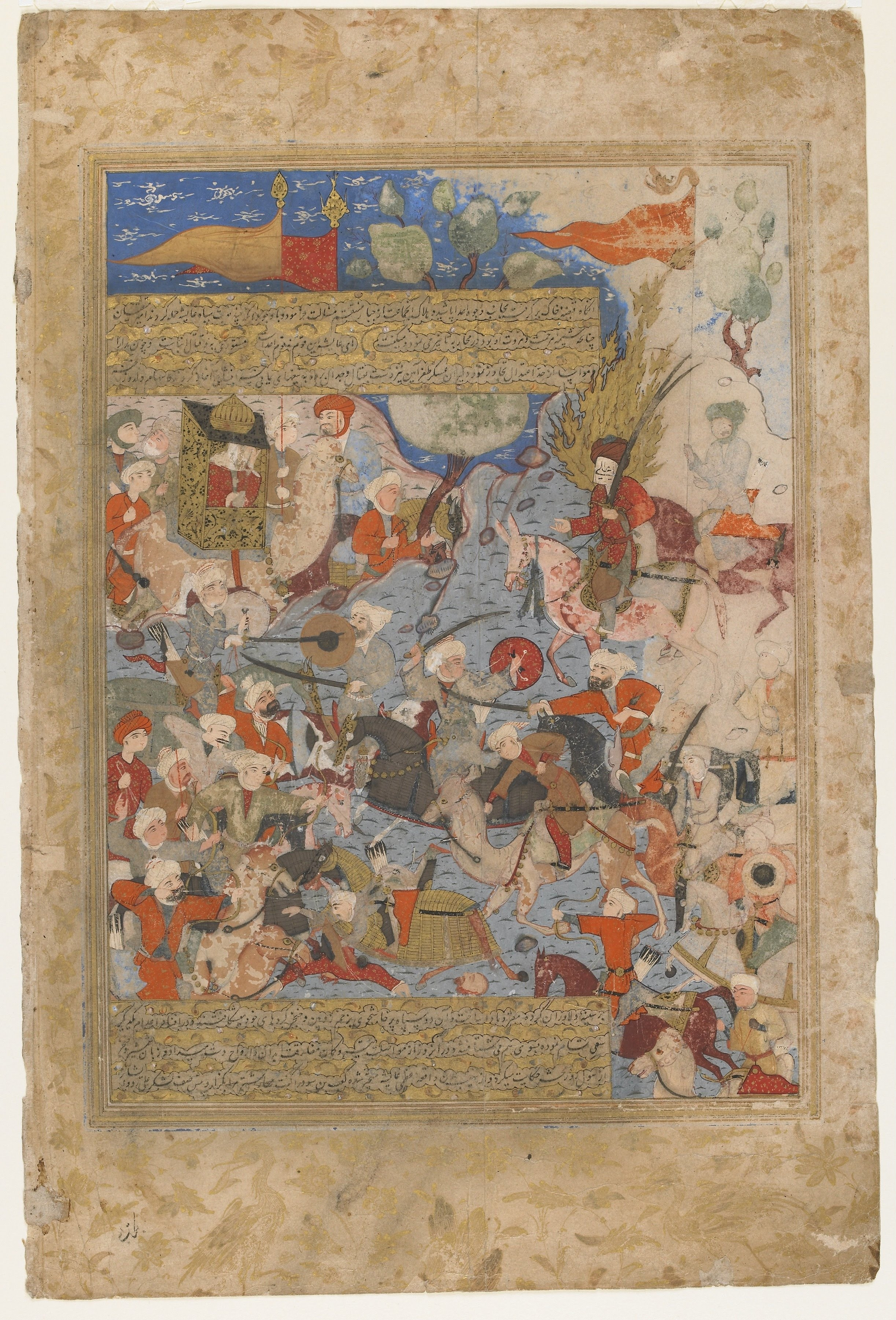
نقاشی نبرد جمل از روضة الصفا میرخواند، سال ۷۲–۱۵۷۱، دورهٔ صفویان

این مقاله فهرستی است دربارهٔ آثاری که دربارهٔ علی بن ابی‌طالب است یا وی در آن حضور دارد.
علی بن ابی‌طالب در آثار هنری هنرمندان بسیاری از کشورهای مختلف جهان به عنوان موضوع یا مضمون اصلی تولید اثر دستمایه کار نقاشان، خوشنویسان، فیلم‌سازان، خوانندگان، آهنگسازان و… بوده‌است.
بیشترین آثاری که در این زمینه تولید شده‌اند مربوط به کشورهای شیعه‌نشین مثل: ایران، عراق، سوریه، لبنان است که هنرمندان ایرانی نقشی غیرقابل مقایسه با هنرمندان کشورهای دیگر در این زمینه داشته‌اند.

## آثار سینمایی، نمایشی و تلویزیونی

### مجموعه‌های تلویزیونی
- «امام علی» به نویسندگی و کارگردانی داود میرباقری، حضور بدون نمایش چهره[۱]
- «الاسباط»، حضور در چند قسمت
- «عمر»، حضور در چند قسمت

### آثار سینمایی
- فیلم «محمد رسول‌الله» به کارگردانی مصطفی عقاد، بدون نمایش چهره، تنها نشان دادن ذوالفقار
- فیلم سینمایی «اینجا شهر دیگری است» به کارگردانی احمدرضا گرشاسبی[۲]
- فیلم «محمد رسول‌الله» به کارگردانی مجید مجیدی، حضور تنها در دو سکانس کوتاه بدون نمایش چهره
- فیلم «بانوی بهشت» به کارگردانی الی کینگ

### انیمیشن‌های سینمایی و تلویزیونی
- «محمد: آخرین پیامبر»، حضور بدون نمایش چهره و با نشان دادان ذوالفقار، مانند فیلم مصطفی عقاد
- «بلال: نژاد جدید قهرمان»، حضور در سکانس جنگ بدر
- انیمیشن «همه ایمان»[۳]
- انیمیشن «یتیم نوازی علی»[۴]

### آثار نمایشی (نمایشنامه‌ها و اجراها)
- تئاتر «مهر و آیینه‌ها» نوشته حمید امجد[۲]
- «امیر» نوشته محمد رحمانیان نمایشنامه‌نویس ایرانی[۲]
- «زمان سکوت برای زندگان» محمد چرمشیر با موضوع شخصیت علی بن ابی‌طالب به نگارش درآورد.[۲]
- «پل» نوشته محمد رحمانیان[۲]
- نمایش «مجلس ضربت زدن» به نویسندگی «بهرام بیضایی»[۵]
- نمایش «تا اشکستان»، توسط فیلیمو به صورت فیلم‌تئاتر نیز پخش شد.[۶]

## آثار نقاشی

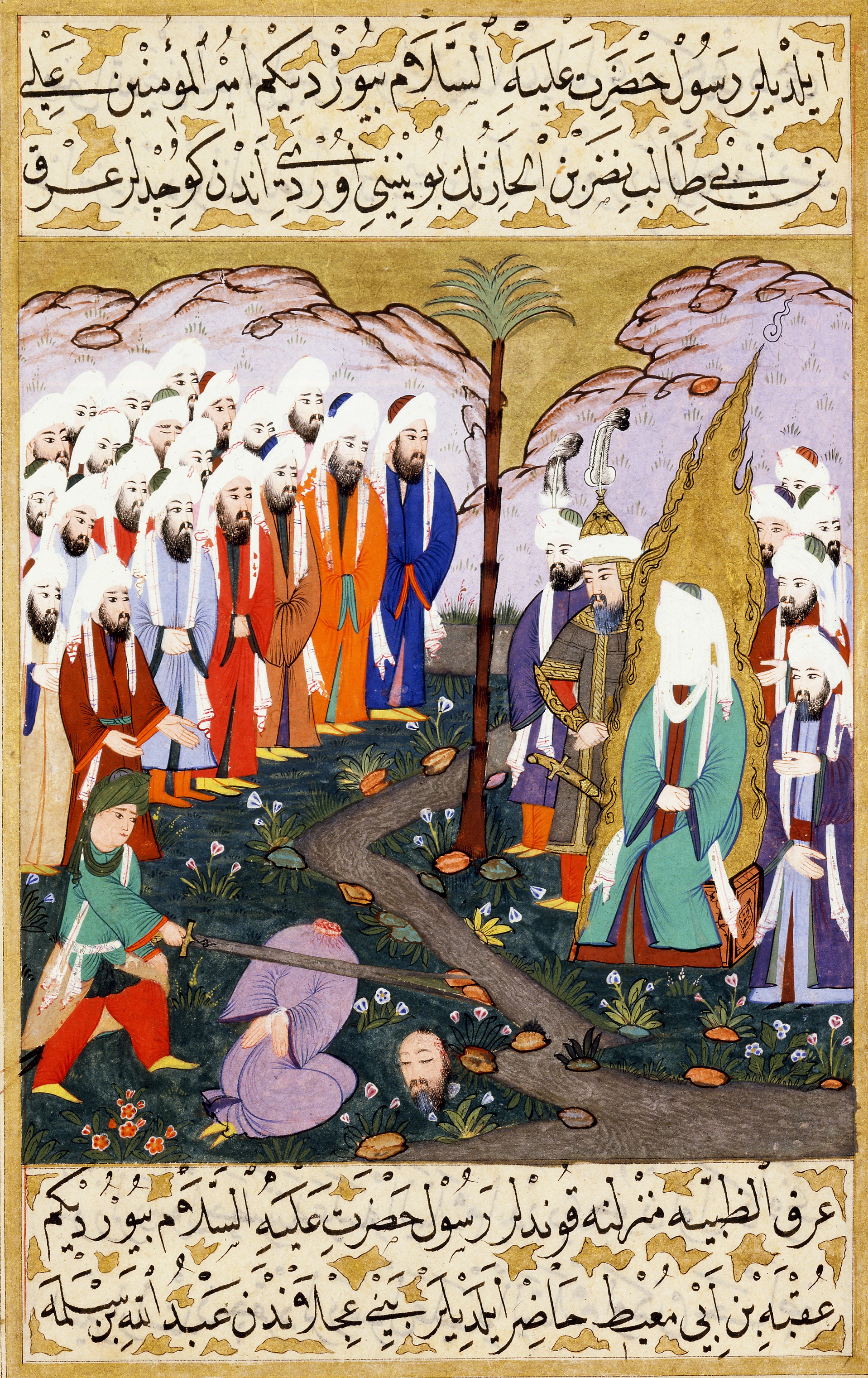
کشتن نضر بن حارث (از اسیران) توسط علی در حضور محمد و اصحاب

- کشتن نضر بن حارث (از اسیران) توسط علی در حضور محمد و اصحابیتیم نوازی علی بن ابیطالب اثر محمود فرشچیان[۷]
- «مولود کعبه» اثر محمود فرشچیان[۸]
- تابلو "ضربت خوردن علی بن ابیطالب "اثر یوسف عبدی نژاد[۹] ضربت خوردن علی بن ابیطالب به دست ابن ملجم مرادی - نقاش: یوسف عبدی نژاد

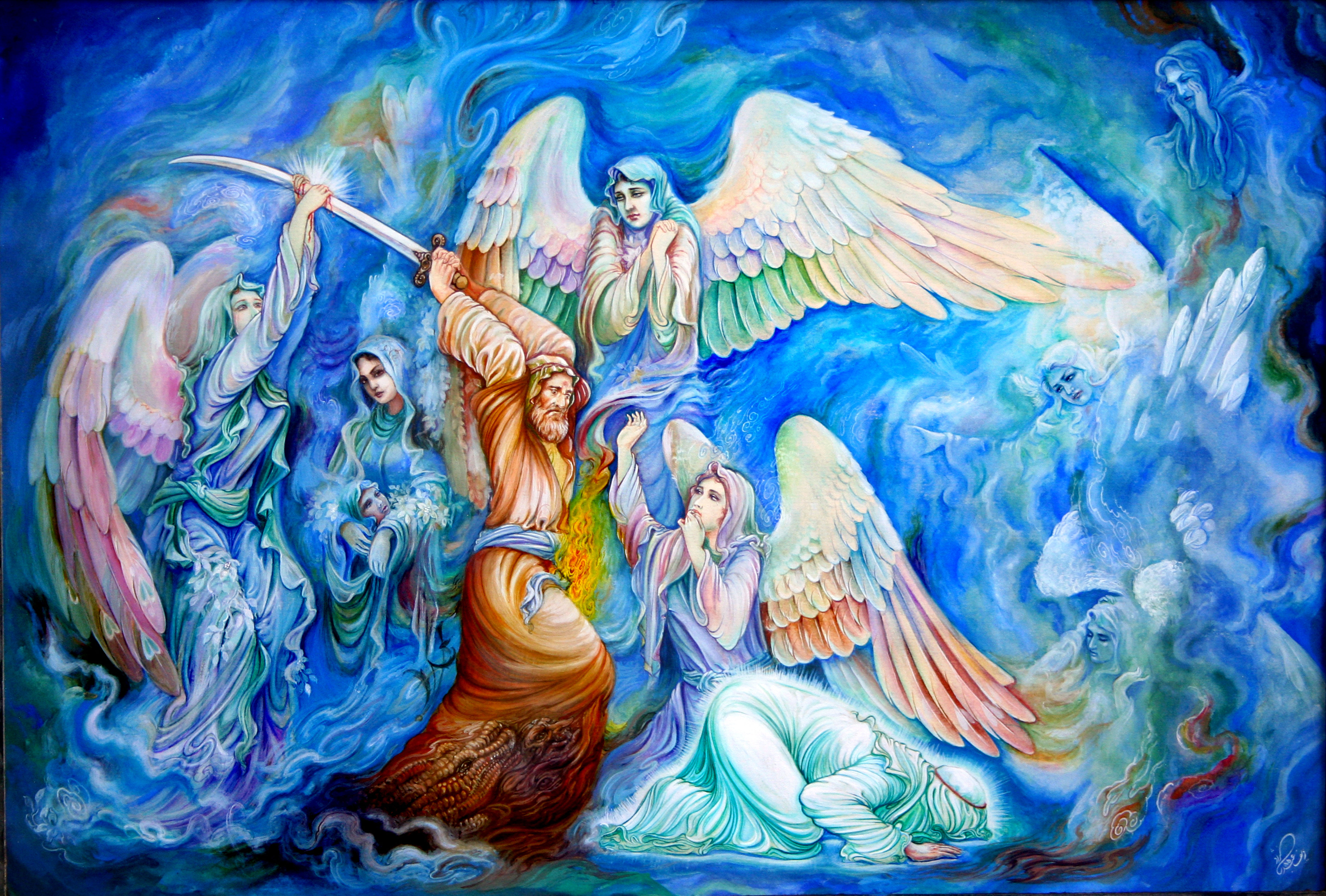
ضربت خوردن علی بن ابیطالب به دست ابن ملجم مرادی - نقاش: یوسف عبدی نژاد

- تابلوی «تمبر علی ولی‌الله» اثر ابراهیم زینالی خامنه[۱۰]
- تابلوی «لا فتی الا علی لا سیف الا ذوالفقار» با خط کوفی اثری از آیدین آغداشلو[۱۱]
- تابلوی «شمایل علی بن ابی‌طالب» اثر هاکوپ هوناتانیان نقاش ارمنی[۱۲]

## آثار خوشنویسی
- حمید عجمی[۱۳]
- غلامحسین امیرخانی[۱۴]
- تبلور (تکرار نام امام علی (ع)) - رنگ روغن و مرکب روی کتان - نصرالله افجه‌ای[۱۵][۱۶]
- جلیل رسولی[۱۷]
- تابلوی خوشنویسی 'نادعلی' به خط نستعلیق و قلم محمد موحدیان[۱۰]
- تابلو خوشنویسی و تذهیب 'علی مع القرآن و القرآن مع علی' اثر سیدسعید حسینی[۱۰]
- تابلوی خوشنویسی 'فرمان علی بن ابی‌طالب به مالک اشتر' اثر کیخسرو خروش[۱۸]

## آثار تندیس
- تندیس 'عشق علی' اثر خسرو روشن[۱۰]
- لوح فلزی مزین به اشعار دکتر سیدمصطفی جمال‌الدین شاعر بزرگ عراق در چوبی منبت کاری شده با نقش عطردان و نوشته ناد علی و اسمای پنج تن هدیه آصفعلی زرداری رئیس‌جمهور سابق پاکستان اهدایی به موزه آستان قدس رضوی[۱۰]

## آثار موسیقی
- آهنگ «عدل موثق» به خوانندگی محسن چاووشی[۱۹]
- آهنگ «امیر بی‌گزند» به خوانندگی محسن چاووشی[۲۰]